# Скарышевский парк
Скарышевский парк имени Игнация Яна Падеревского в Варшаве (пол. Park Skaryszewski im. Ignacego Jana Paderewskiego w Warszawie) или Скарышевский парк — исторический ландшафтный парк, расположенный в районе Прага Южная в Варшаве (Польша), внесён в реестр памятников Польши с 13 декабря 1973 года под номером 875.

## Описание
Скарышевский парк расположен на правом берегу Вислы на месте бывшей деревни Камён. Занимает площадь в 58 га.
Основан в 1906—1922 годах Францишеком Шанёром на месте бывшего пастбища деревни Скарышев, существовавшей на рубеже XVII и XVIII вв. Он был основан в английском стиле ландшафтного парка как парковый центр для отдыха и развлечений, с развитой сетью дорожек, приспособленных для использования конным транспортом. Искусственно созданные озёра гармонируют с богатой растительностью, простирающейся по всему парку. Полноту картины дополняют рукотворные холмы и водопад, а также розарий.
В 1929 году парк получил имя в честь Игнация Яна Падеревского — польского пианиста, композитора и политического деятеля.
Границы парка определяются Зеленецкой аллеей на западе, аллеей Вашингтона на юге и улицей Международной на востоке, а также южной береговой линией Камёнковского озера.

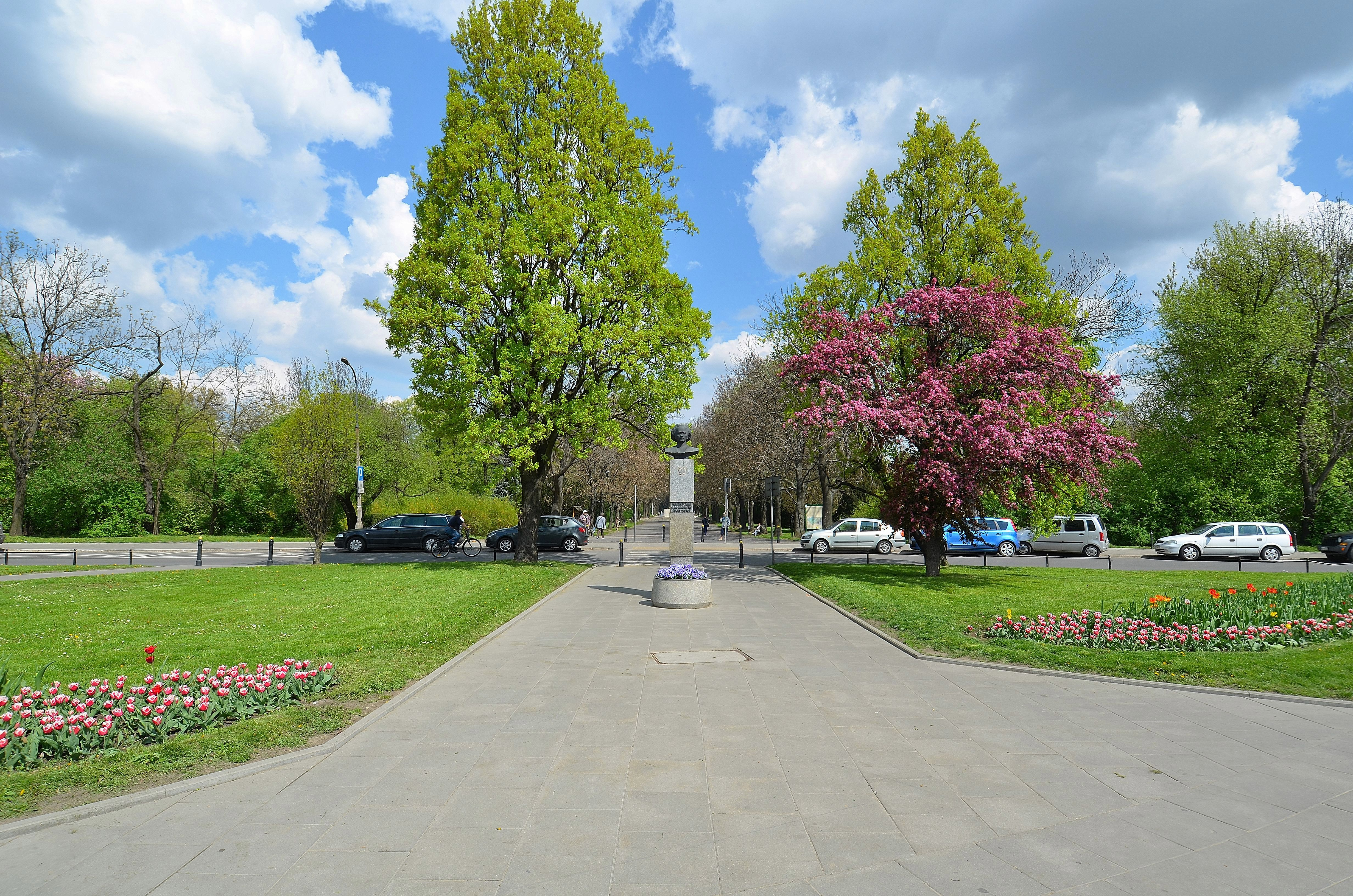
Главный вход
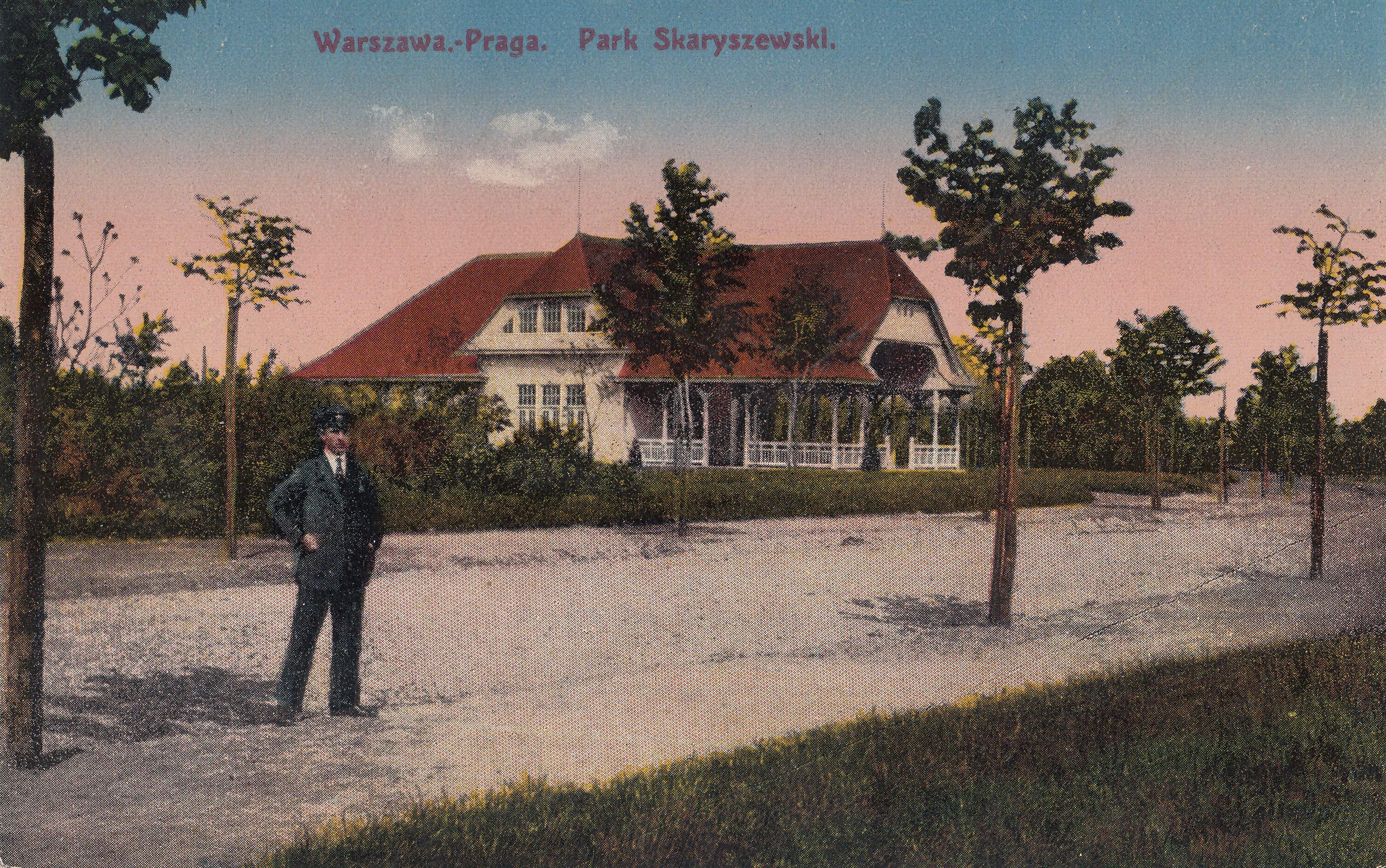
Парк в 1918
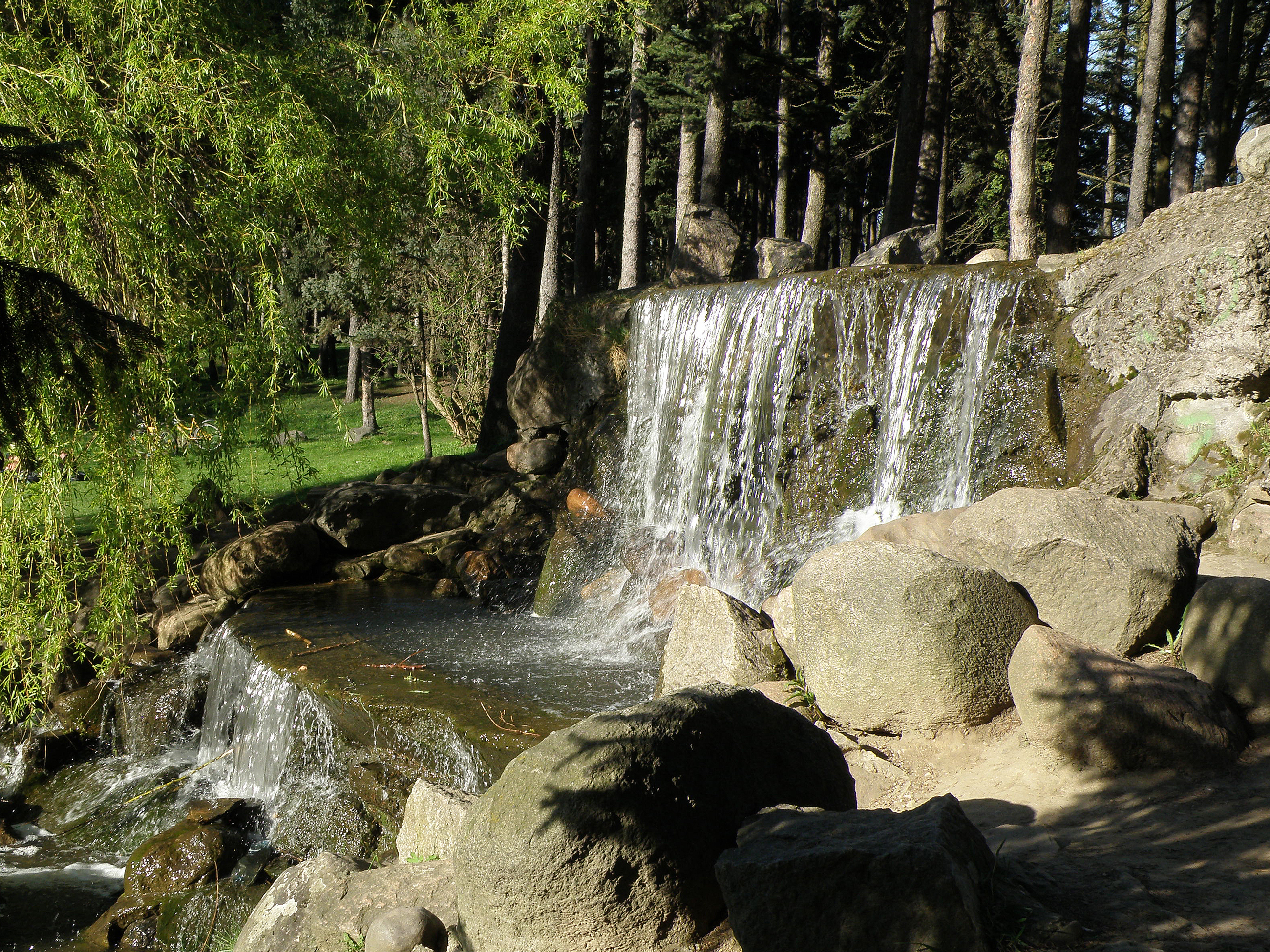
Искусственный водопад
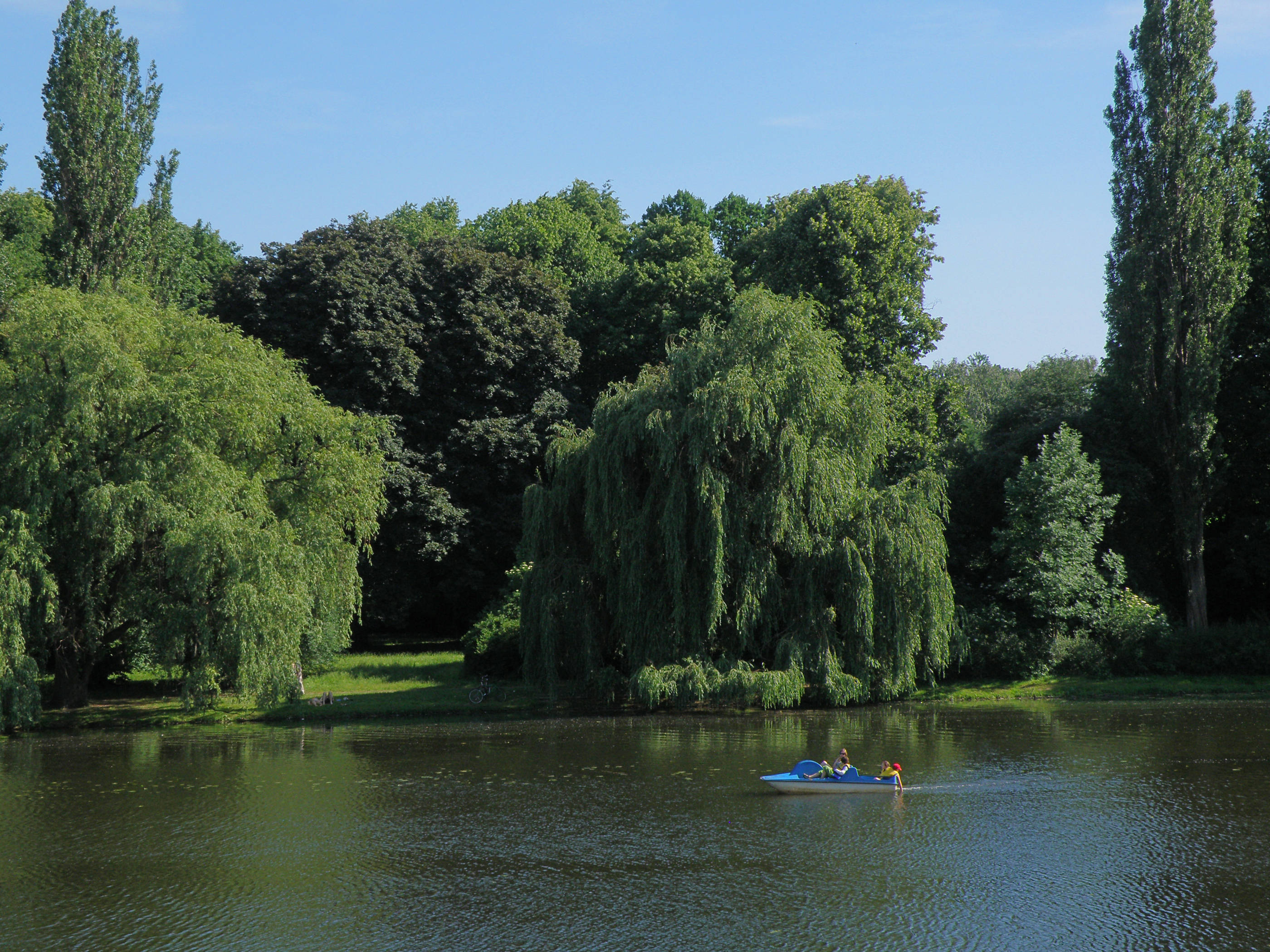
Вид на парк
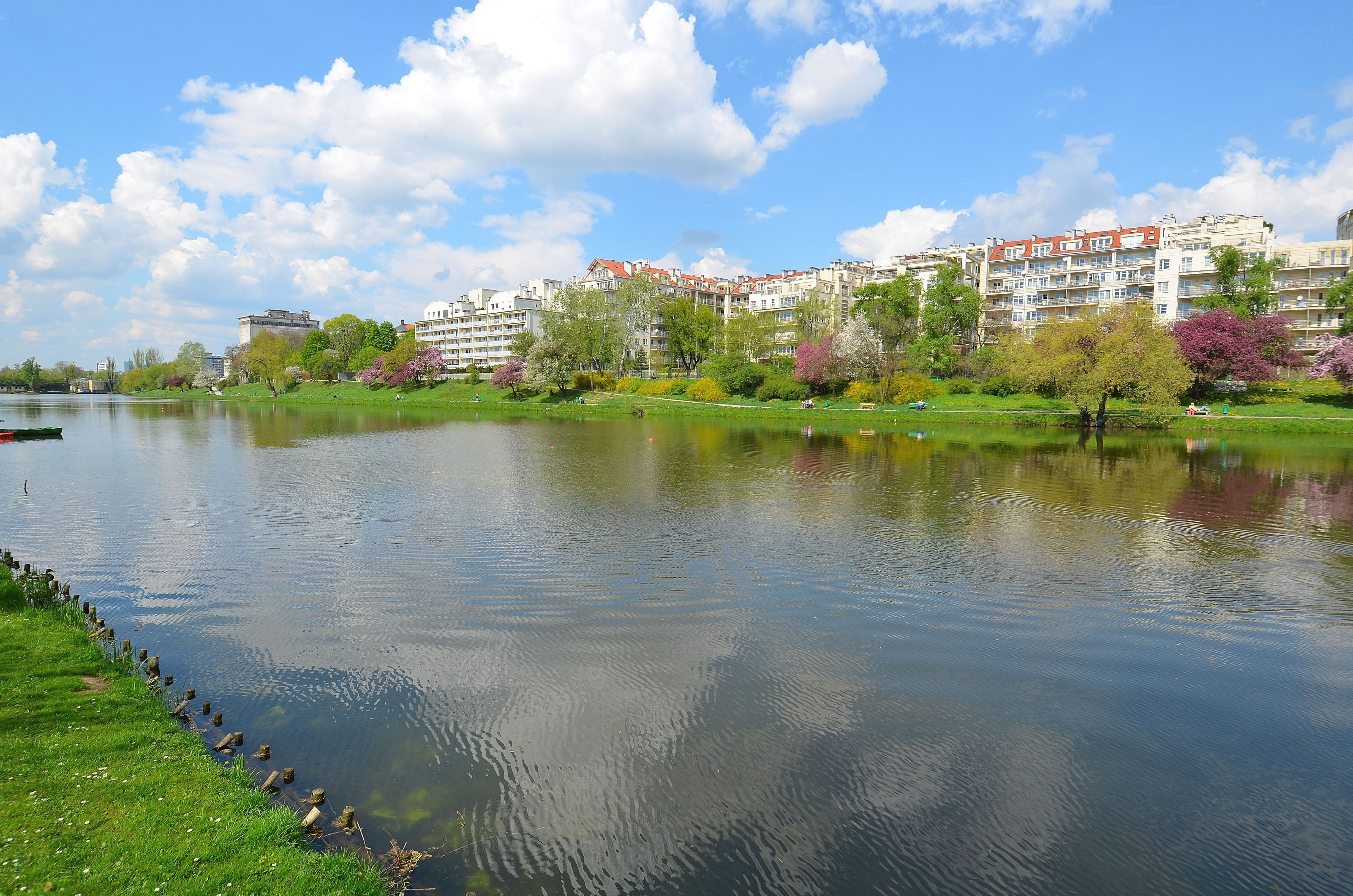
Озеро Камёнковское
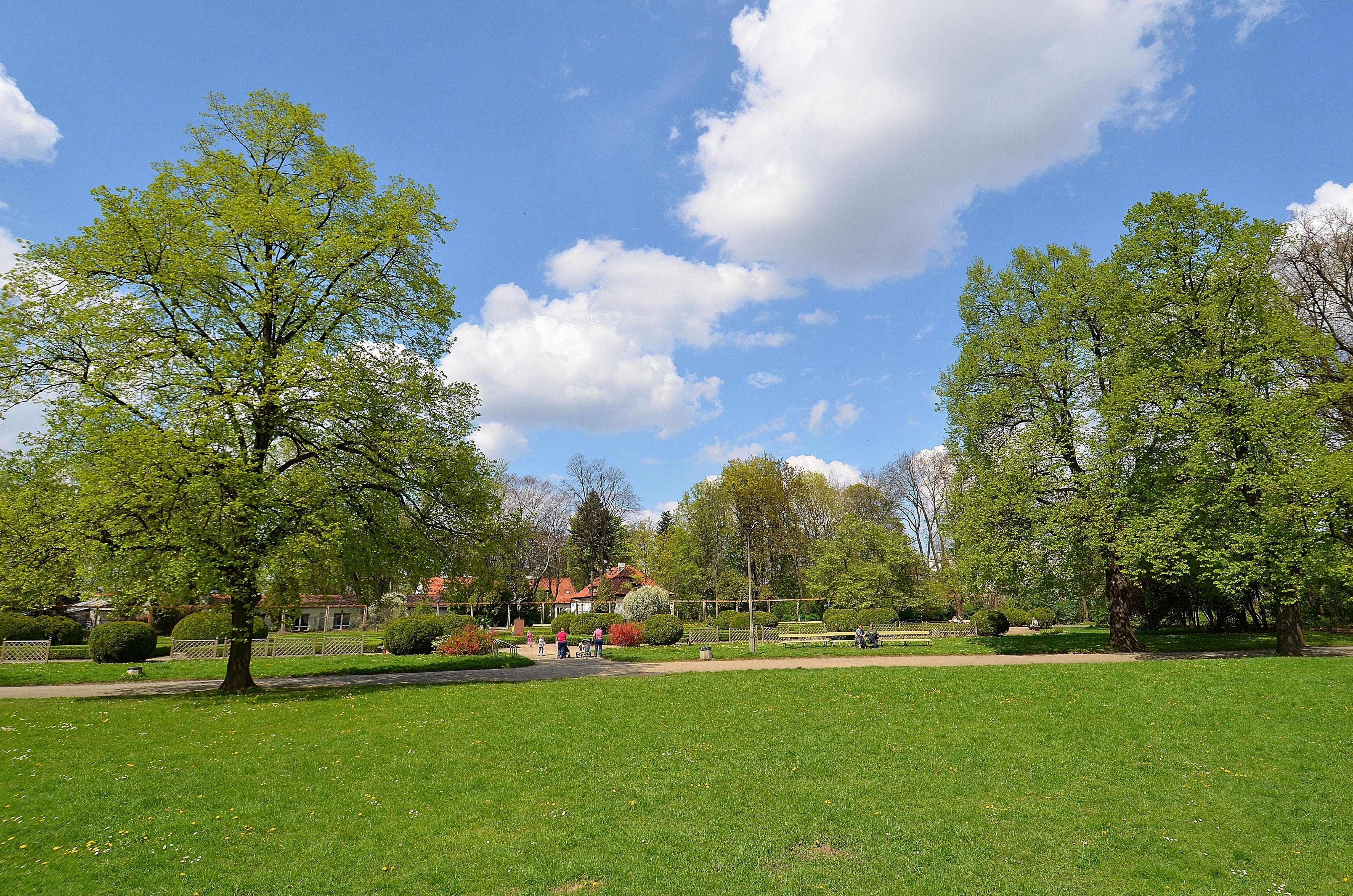
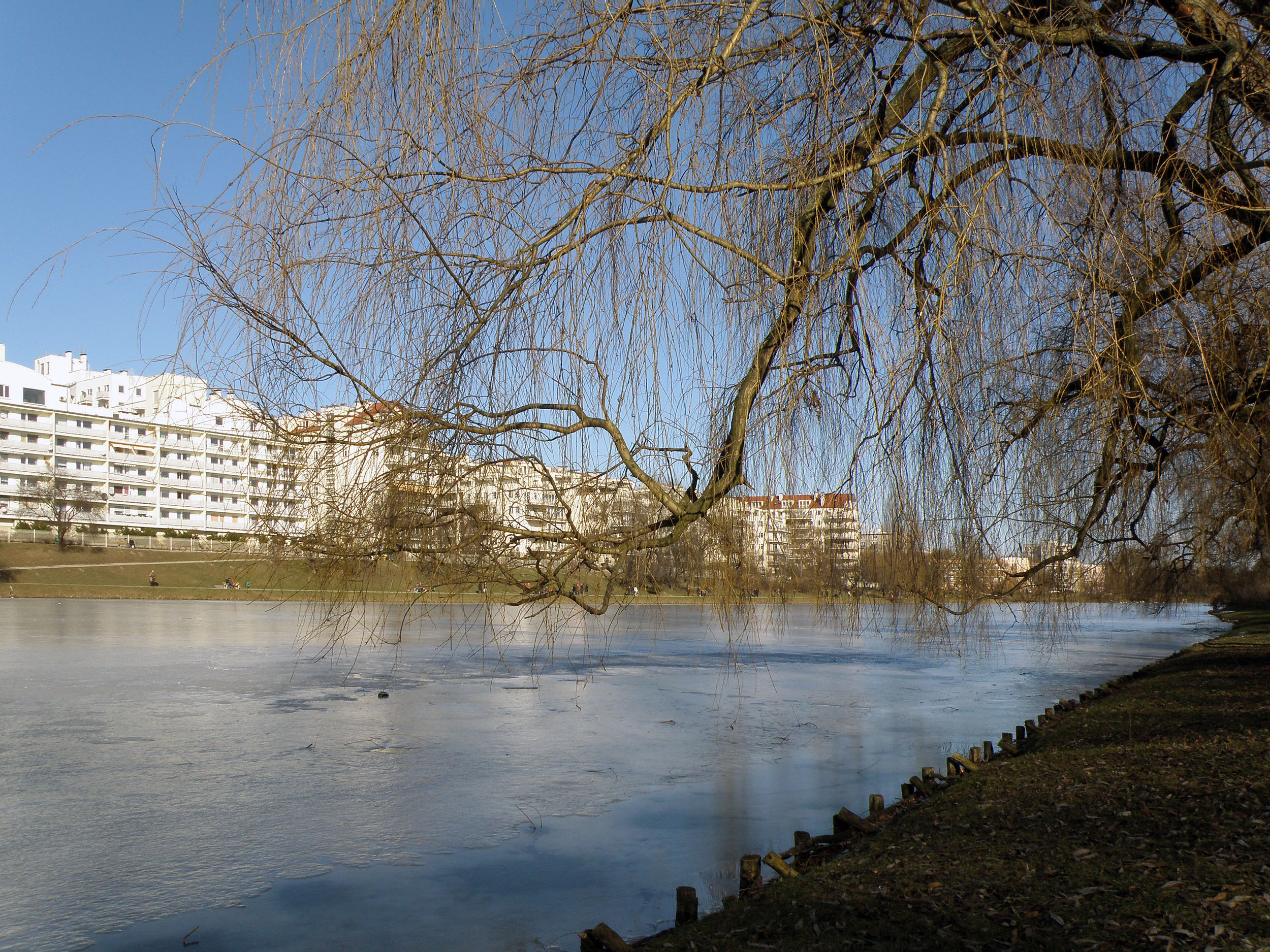
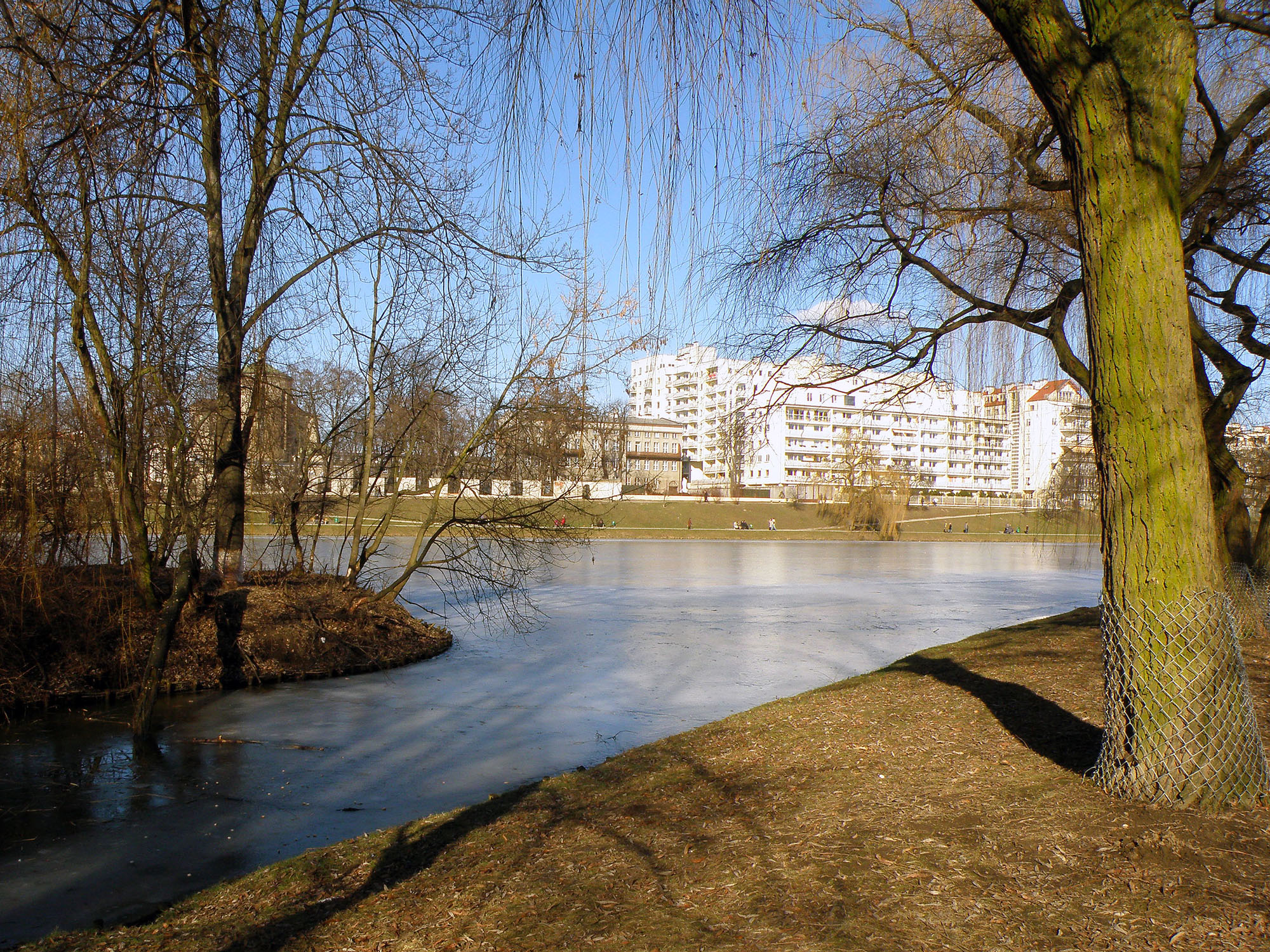
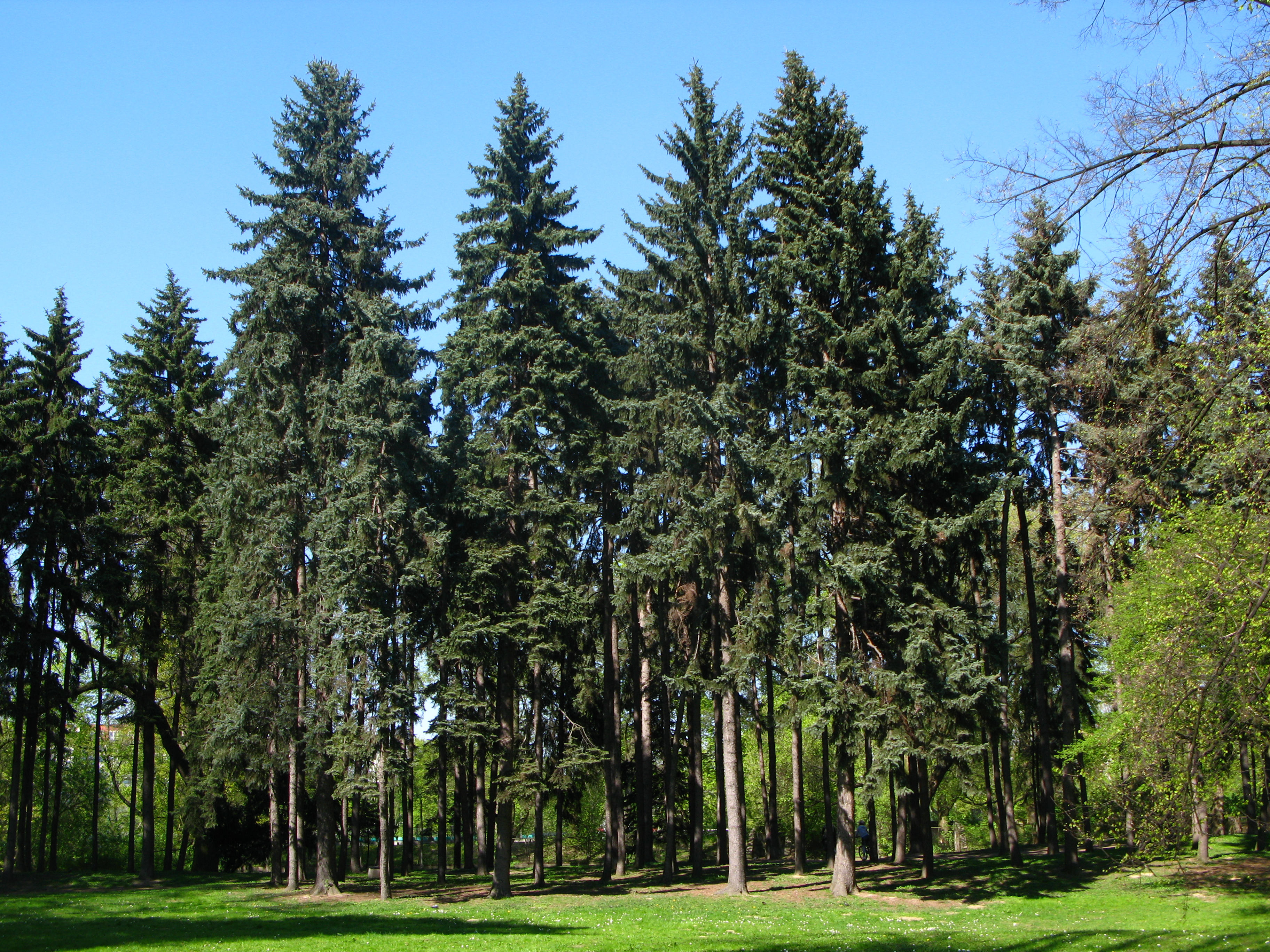
Голубые ели
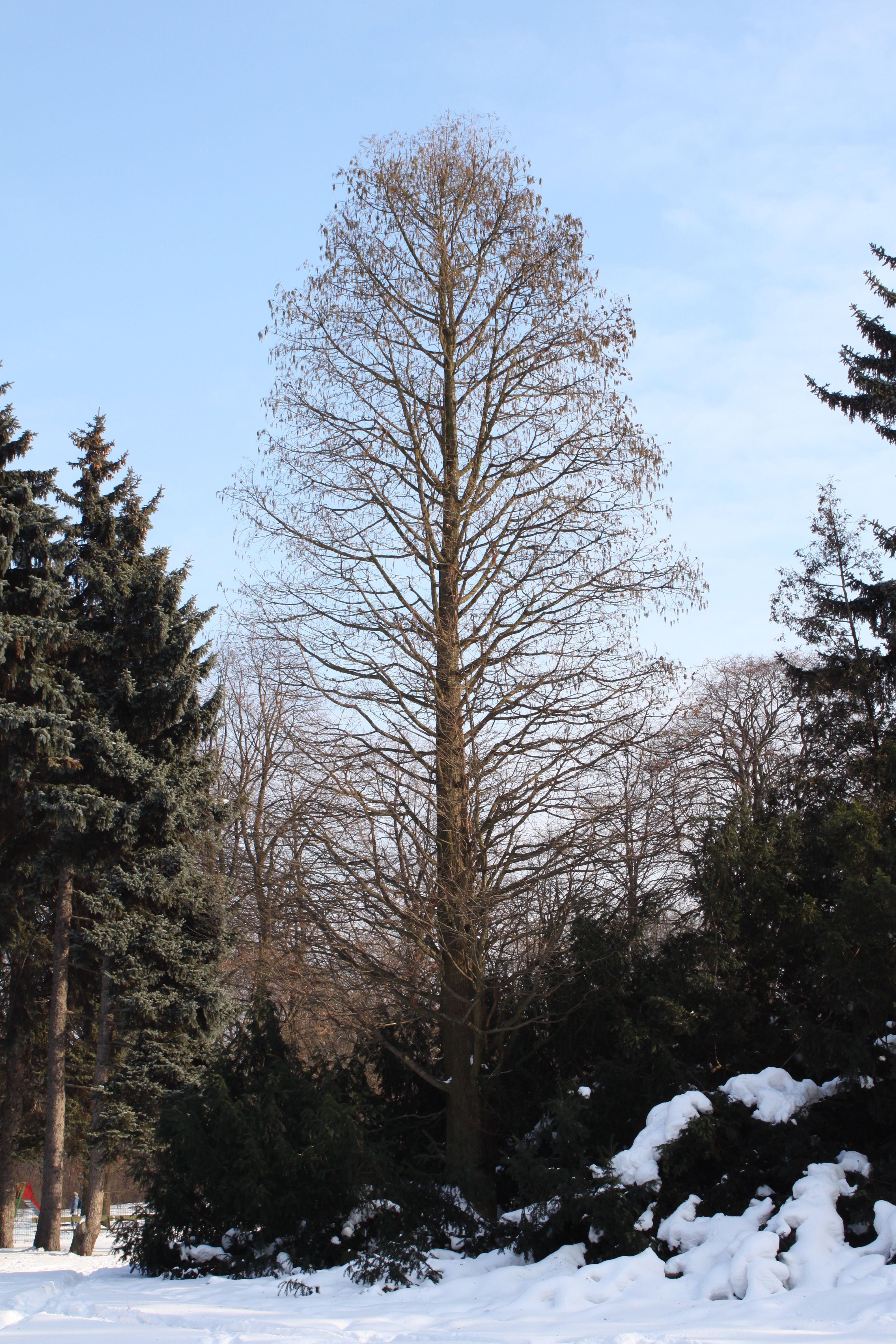
Кипарис болотный зимой

## Интересные факты
- В 2006 году в парке поселились бобры. Масштаб ущерба, нанесённого ими в 2008 году, заставил принять меры по обеспечению безопасности деревьев и перенести животных в зоопарк.
- Белая часовня, стоявшая на одной из аллей парка во время немецкой оккупации, служила контактной площадкой для подпольных офицеров связи.

## Скульптуры и памятники
- Бюст Игнация Яна Падеревского (на главной оси проспекта от площади Вашингтона),
- Скульптура «Ритм» Генрика Куны (1929),
- Скульптура «Танцовщица» Станислава Яковского (1927),
- Скульптура «Купальщица» Ольги Невской (1929),
- Памятник Эдуарду Хаузу (1932 г., реконструирован в 1992 г.),
- Память погибших британских летчиков 1944 (1988)
- Камень на месте перестрелки подразделения Армии Крайовой в районе Праги с Германией в день начала Варшавского восстания 1944 года
- Мемориальная доска для спортсменов общежития, погибших во Второй мировой войне
- Памятник Благодарности Солдатам Красной Армии (построен в 1946 г. над могилой 26 советских солдат, погибших во время ожесточённых боёв Висло-Одерской операции, демонтирован в октябре 2018)
- Часовня, построенная по проекту архитектора Януша Алхимовича
- Памятник полякам — жертвам террористической атаки в Нью-Йорке от 11 сентября 2001 года (2002)

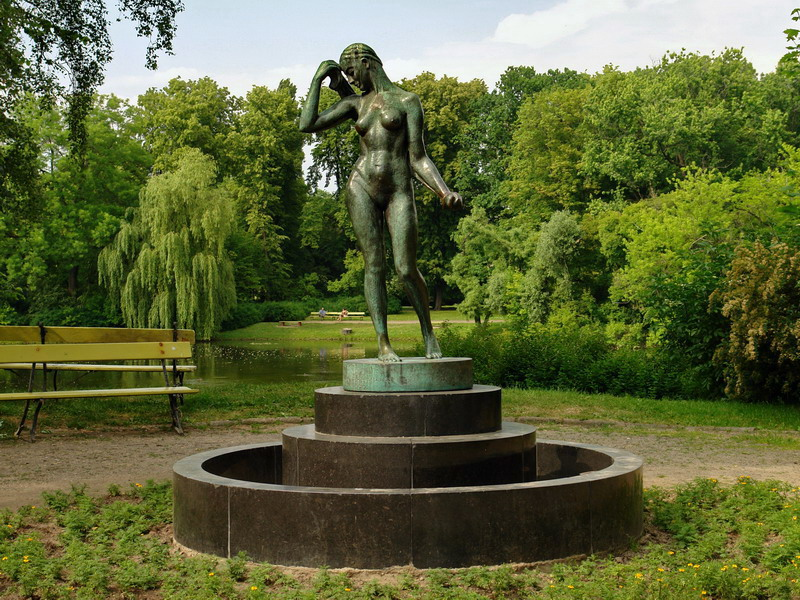
Скульптура «Купальщица»
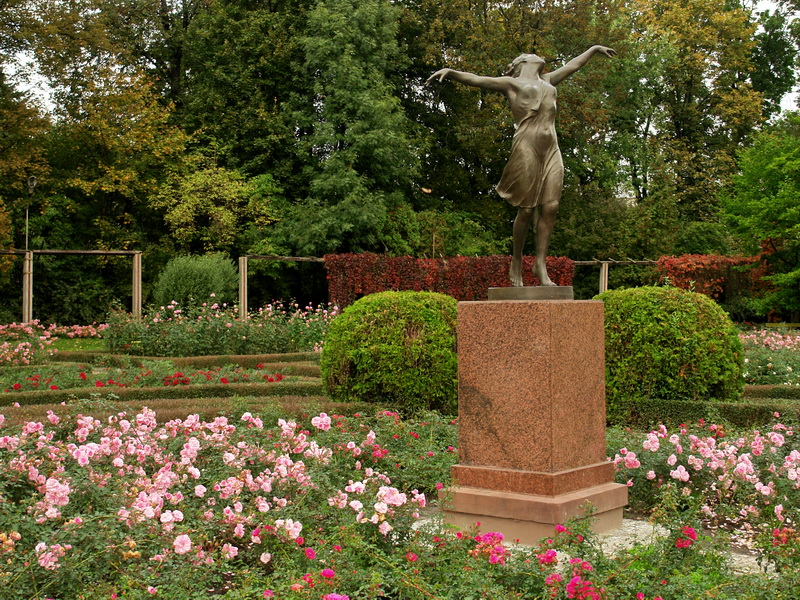
Скульптура «Танцовщица»
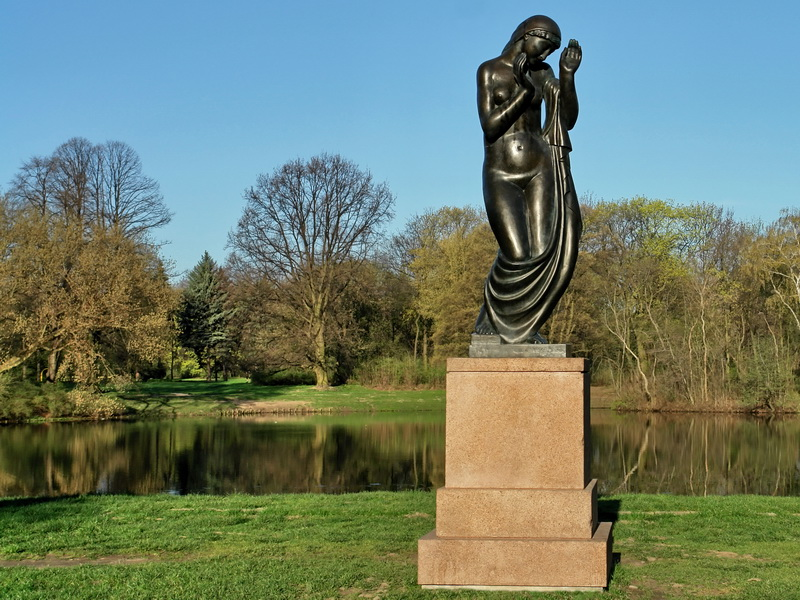
Скульптура «Ритм»
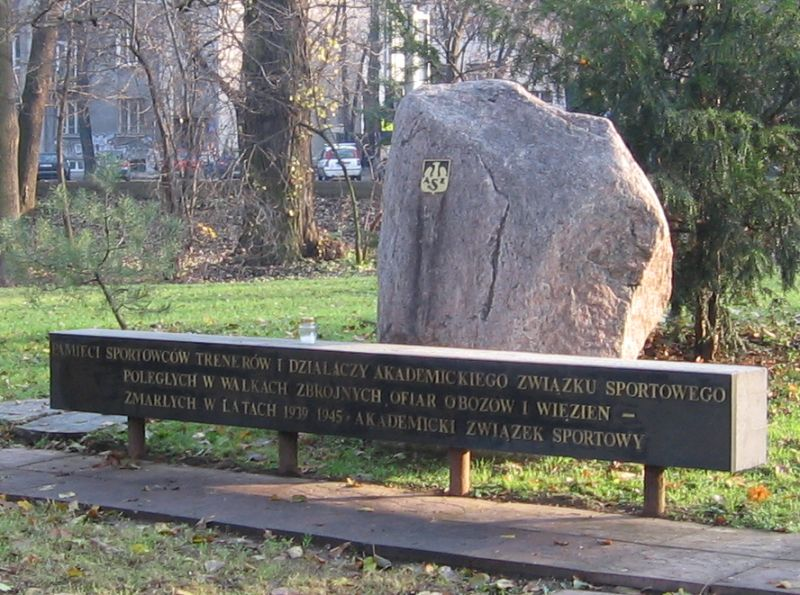
Памятник памяти погибших спортсменов
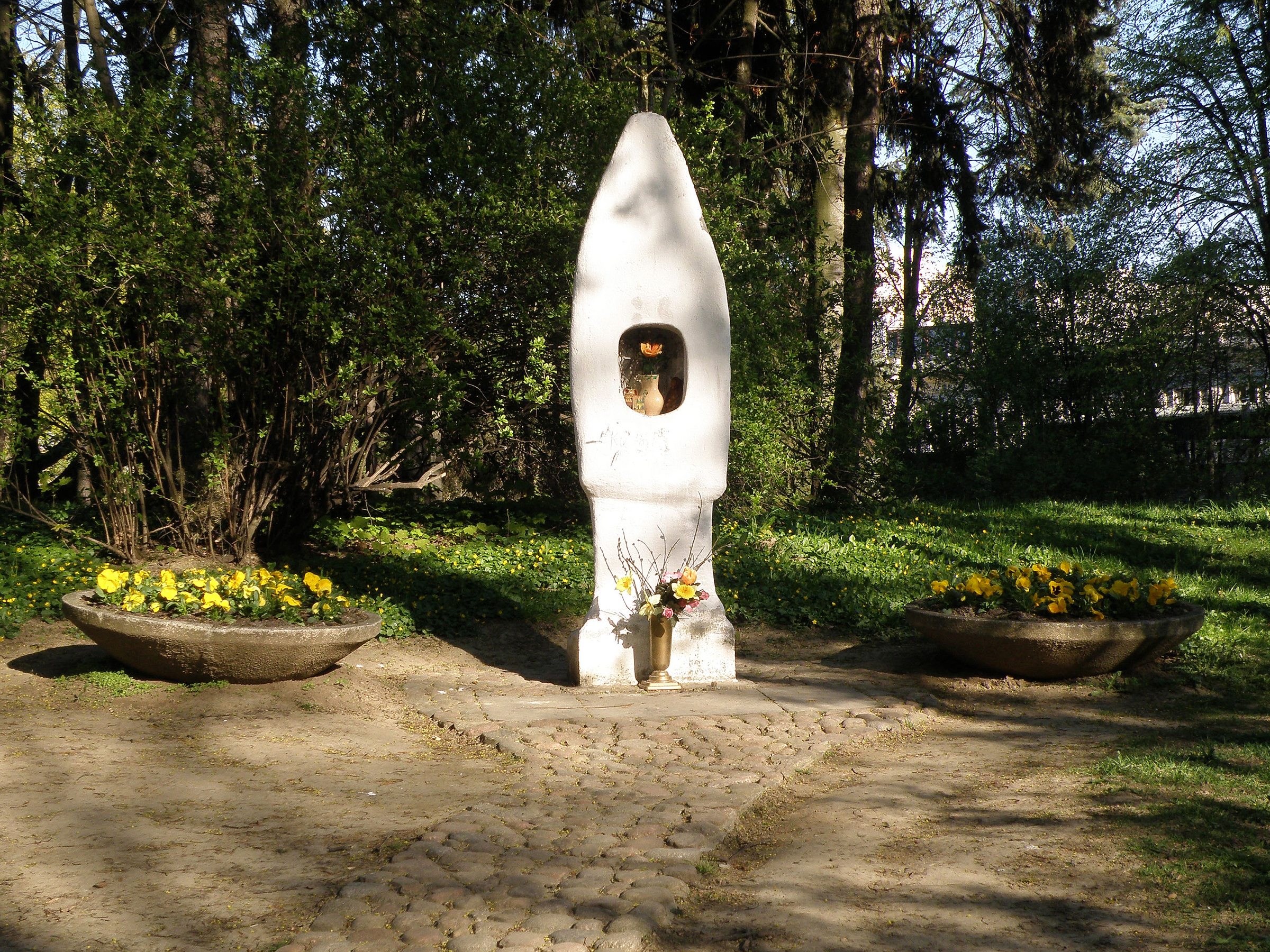
Часовня, построенная по проекту архитектора Януша Алхимовича
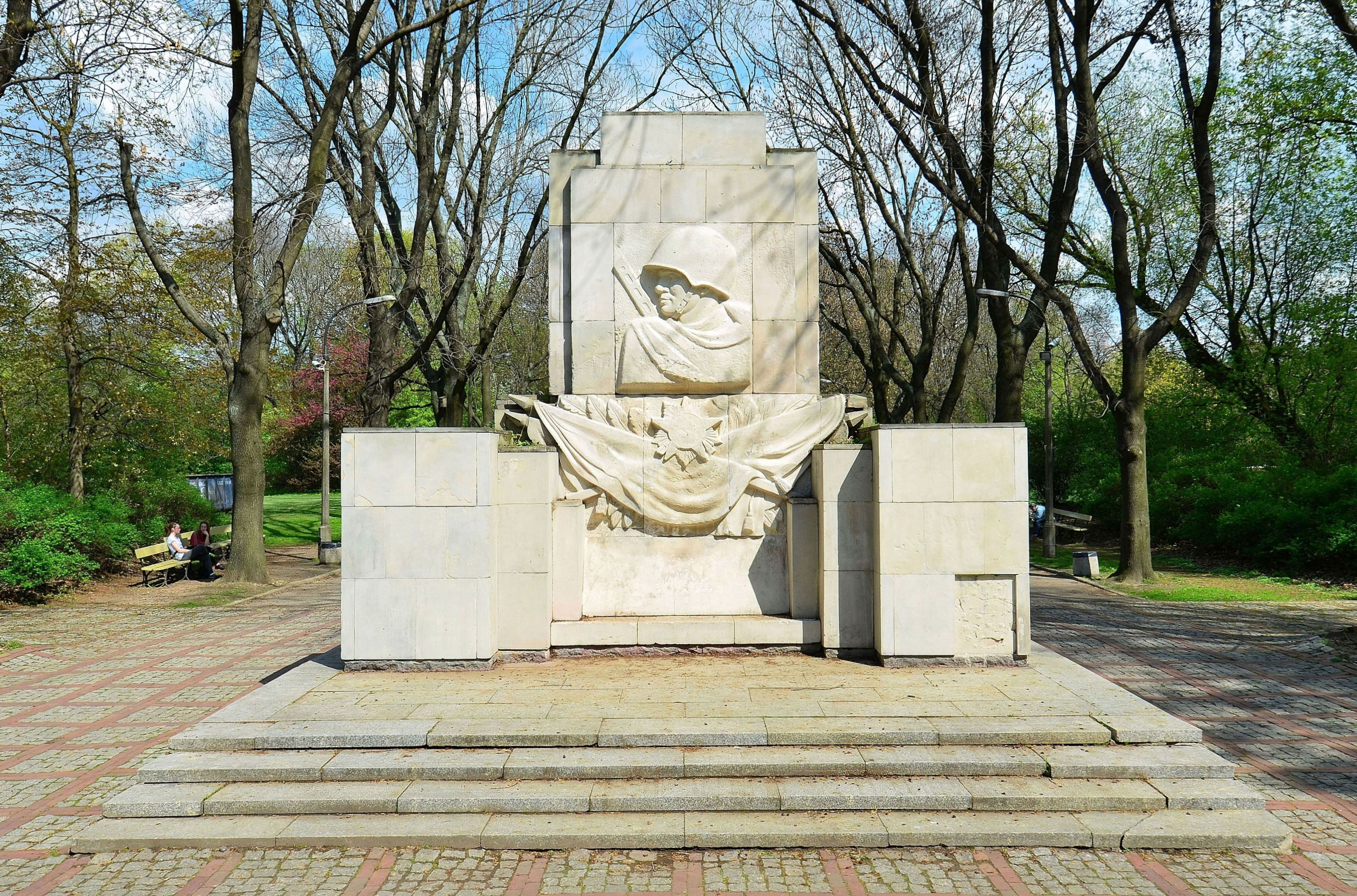
Памятник Благодарности Солдатам Красной Армии (2014)